# Gillian Hills

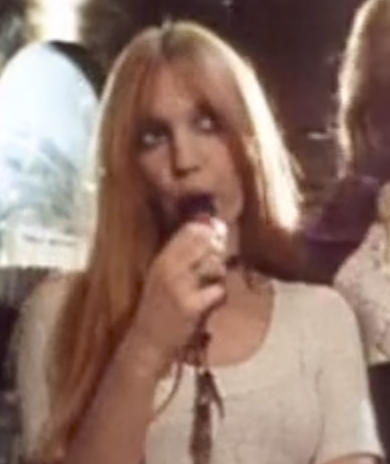
Gillian Hills

Gillian Hills (* 5. Juni 1944 in Kairo, Ägypten) ist eine britische Schauspielerin, Sängerin und Illustratorin.

## Leben
Hills wurde als Tochter des britischen Autors Denis Hills und mütterlicherseits Enkelin des Poeten Bolesław Leśmian geboren und verbrachte ihre Kindheit in Frankreich. Im Alter von 14 Jahren wurde sie dort von Roger Vadim entdeckt, der sie 1959 in einer Nebenrolle in seiner Literaturverfilmung Gefährliche Liebschaften besetzte. Im darauf folgenden Jahr hatte sie eine größere Rolle in Edmond T. Grévilles Drama Heiß auf nackten Steinen an der Seite von Christopher Lee. Zudem spielte sie 1964 in der deutsch-französisch-spanischen Koproduktion Die goldene Göttin vom Rio Beni neben Pierre Brice, René Deltgen und Harald Juhnke. Sie verfolgte neben der Schauspielerei auch eine Gesangskarriere; zwischen 1960 und 1965 erschienen über ein Dutzend Singles und EPs bei Barclay Records. Hills war eine der ersten Sängerinnen, die keine traditionellen französischen Chansons interpretierten, sondern sich stattdessen am US-amerikanischen Pop orientierten.
Mitte der 1960er Jahre verließ sie Frankreich und zog nach England, wo sie ihrer Schauspielkarriere neuen Schwung geben konnte. Hierfür gab sie ihre Gesangskarriere auf. 1966 war sie neben Vanessa Redgrave, Sarah Miles und David Hemmings in Michelangelo Antonionis Kultfilm Blow Up zu sehen. Auch in Stanley Kubricks Uhrwerk Orange spielte sie, wenngleich in einer untergeordneten Rolle. Zu ihren weiteren Filmen zählen der Hammer-Horrorfilm Dämonen der Seele und der Italowestern Fäuste wie Dynamit. Mitte der 1970er Jahre zog sie sich aus dem Filmgeschäft zurück und zog nach New York City, wo sie eine Dekade lang als Illustratorin tätig war und unter anderem die Bucheinbände für Peter Benchleys Das Riff und V. C. Andrews’ Blumen der Nacht gestaltete.
Sie ist mit dem Künstlermanager Stewart Young verheiratet, der unter anderem Foreigner, Zucchero und die Scorpions vertrat.

## Filmografie (Auswahl)
- 1959: Gefährliche Liebschaften (Les Liaisons dangereuses)
- 1960: Heiss auf nackten Steinen (Beat Girl)
- 1962: Pariserinnen (Les Parisiennes)
- 1964: Lana – Königin der Amazonen
- 1964: Die goldene Göttin vom Rio Beni
- 1966: Blow Up (Blowup)
- 1966–1967: Die Globetrotter (Les globe-trotters; Fernsehserie, 4 Folgen)
- 1969: Three
- 1969–1970: The Owl Service (Fernsehserie, 8 Folgen)
- 1970: Die Sünde des Abbé Mouret (La faute de l'abbé Mouret)
- 1971: Uhrwerk Orange (A Clockwork Orange)
- 1972: Dämonen der Seele (Demons of the Mind)
- 1974: Fäuste wie Dynamit (Dallas)
- 1974: Die heiße Nacht der Killer (La muerte llama a las 10)